# Barbara van Bleeck
Barbara van Bleeck (getauft 14. Dezember 1686 in Den Haag; begraben am 2. Oktober 1752 in Amsterdam) war eine niederländische Schauspielerin.

## Leben
Barbara van Bleeck wurde am 14. Dezember 1686 römisch-katholisch in der französischen Kapelle in Den Haag getauft. Sie war die Tochter von Joannes van Bleeck und Amarentia Godry. Es ist über ihre Eltern weiter nichts bekannt. Vermutlich gehörte ihr Vater zu einer aus Antwerpen stammenden Theaterfamilie. Ihre Schwester war die Schauspielerin Elizabeth und sie hatte vermutlich eine zweite Schwester, die Schauspielerin Anna Maria. Zudem hatte sie mindestens zwei weitere Geschwister.
Im Jahr 1712 erhielt Barbara van Bleeck an der Stadsschouwburg Amsterdam ein Engagement für 1,5 Gulden pro Vorstellung. Dieser Betrag wurde 1716 auf 1 Gulden reduziert. Das deutet darauf hin, dass sie keine besonders gute Schauspielerin oder nur eine Statistin war. Am 12. August 1718 heiratete sie in Delfshaven den Schauspieler Willem van Hooft, der zu dieser Zeit dort mit der Truppe von Jacob van Rijndorp auftrat. Vielleicht hatte sie diesen Witwer durch ihre Schwester Elizabeth kennengelernt, die damals ebenfalls in der Rijndorp-Truppe arbeitete. Die Tatsache, dass Barbara katholisch und Willem reformiert war, könnte Probleme verursacht haben. 1722 wurde ihr Sohn Judocus in der französischen Kapelle in Den Haag getauft.
Van Bleecks Ehemann starb 1734 im Haus ihrer Schwester Elizabeth und deren Ehemann in Amsterdam. Dort wurde auch ihr zweites Kind geboren. Es ist über Barbara van Bleecks Bühnenkarriere nichts weiter bekannt, als dass sie, wie ihre Schwester Elisabeth, 1738 in der Eeuwgetyde auftrat, einem allegorischen Stück von Jan de Marre anlässlich des 100-jährigen Bestehens des Amsterdamer Theaters. Nach dem Tod ihres Mannes lebte sie bei Johannes van Hooft, der vermutlich ihr Schwager war und auch ihre Schwester Elizabeth zog nach dem Tod ihres Mannes zu ihnen. Barbara van Bleeck starb 1752; sie wurde am 2. Oktober desselben Jahres in der Westerkerk an der Lange Leidsedwarsstraat beigesetzt.